# Lomita
Pour le quartier de San Diego, voir Lomita (San Diego).
Lomita est une municipalité du comté de Los Angeles, dans l'État de Californie, aux États-Unis. Sa population s’élevait à 20 256 habitants lors du recensement de 2010 et elle est estimée à 20 707 habitants en 2017.

## Étymologie
Lomita est un toponyme espagnol signifiant en français « petite colline ».

## Histoire
Lomita faisait initialement partie du Rancho San Pedro, accordé en 1784 par le roi Charles III d'Espagne à Juan José Domínguez (1736-1809).

## Géographie
Selon le bureau de recensement, la commune a une superficie de 4,9 km2.

## Politique
Historiquement, les habitants de Lomita soutenaient le candidat républicain lors des élections présidentielles de 1972, 1976, 1980, 1984 et 1988. Une inversion de cette tendance s'observe à partir de l'élection de 1992 qui voit la population soutenir majoritairement le candidat démocrate. Cette majorité se retrouve lors des élections en 1996, 2000, 2004, 2008, 2012 et 2016.

## Démographie
| Groupe            | Lomita | Californie | États-Unis |
| ----------------- | ------ | ---------- | ---------- |
| Blancs            | 59,2   | 57,6       | 72,4       |
| Asiatiques        | 14,4   | 13,1       | 4,8        |
| Autres            | 13,2   | 17,0       | 6,2        |
| Métis             | 6,3    | 4,9        | 2,9        |
| Afro-Américains   | 5,3    | 6,2        | 12,6       |
| Amérindiens       | 0,9    | 1,0        | 0,9        |
| Océaniens         | 0,7    | 0,4        | 0,2        |
| Total             | 100    | 100        | 100        |
|                   |        |            |            |
| Latino-Américains | 32,8   | 37,6       | 16,7       |

Selon l'American Community Survey, pour la période 2011-2015, 62,54 % de la population âgée de plus de 5 ans déclare parler anglais à la maison, alors que 21,85 % déclare parler l'espagnol, 4,64 % le japonais, 2,73 % le tagalog, 2,06 % le coréen, 0,98 % l'ourdou, 0,83 % une langue chinoise et 4,38 % une autre langue.
| Indicateur                             | Lomita   | États-Unis |
| -------------------------------------- | -------- | ---------- |
| Personnes de moins de 5 ans            | 5,9 %    | 6,1 %      |
| Personnes de moins de 18 ans           | 20,0 %   | 22,6 %     |
| Personnes de plus de 65 ans            | 11,7 %   | 15,6 %     |
| Femmes                                 | 52,9 %   | 50,8 %     |
| Personnes par foyer                    | 2,56     | 2,64       |
| Vétérans                               | 4,1 %    | 8,0 %      |
| Personnes nées étrangères à l'étranger | 21,6 %   | 13,2 %     |
| Personnes sans assurance maladie       | 16,8 %   | 10,2 %     |
| Personnes avec un handicap             | 6,8 %    | 8,6 %      |
| Revenus annuels                        | 32 630 $ | 29 829 $   |
| Personnes sous le seuil de pauvreté    | 13,1 %   | 12,3 %     |
| Diplômés du lycée                      | 88,0 %   | 87,0 %     |
| Diplômés de l'université               | 29,5 %   | 30,3 %     |

| 1930  | 1940  | 1950  | 1960   | 1970   | 1980   |
| ----- | ----- | ----- | ------ | ------ | ------ |
| 3 119 | 2 885 | 4 364 | 16 058 | 24 825 | 23 460 |

| 1990   | 2000   | 2010   | - | - | - |
| ------ | ------ | ------ | - | - | - |
| 27 331 | 20 030 | 20 256 | - | - | - |

## Jumelages
| Ville | Ville    | Pays | Pays  | Période     |
| ----- | -------- | ---- | ----- | ----------- |
|       | Takaishi |      | Japon | depuis 1981 |

## Patrimoine culturel

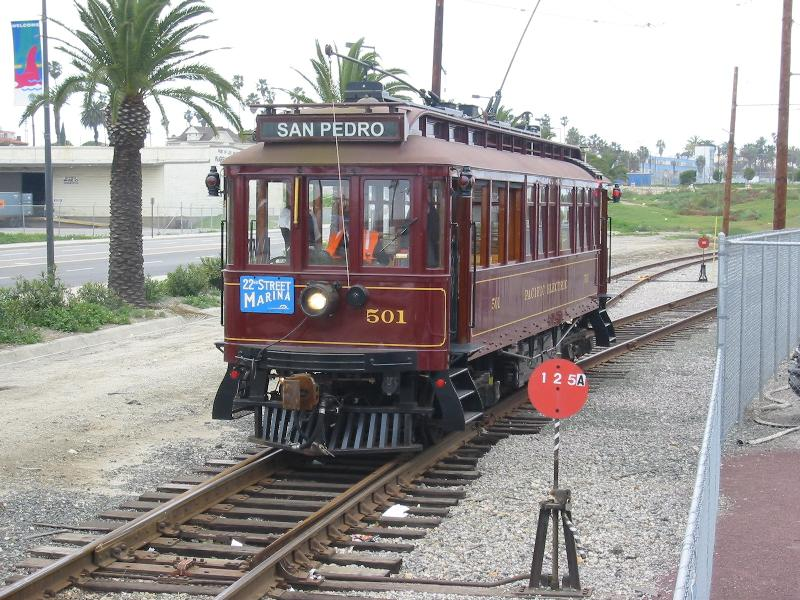
Locomotive à l'entrée du Lomita Railroad Museum.

C'est à Lomita que se trouve le Lomita Railroad Museum, un musée ferroviaire.

## Personnalités

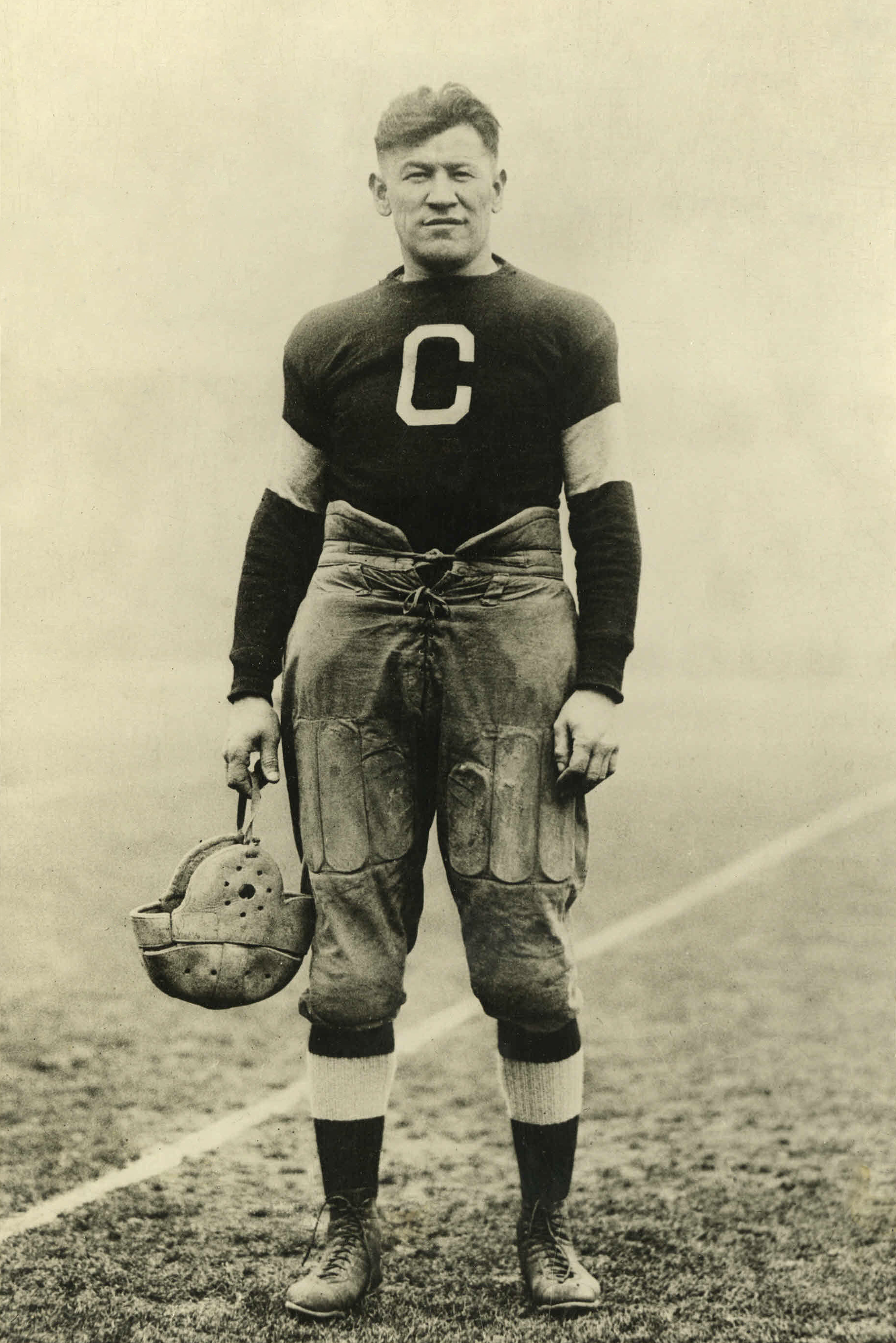
Jim Thorpe.

- Jim Thorpe (athlète et joueur de football américain, de baseball et de basket-ball) y est mort.
- Ted Lilly (joueur de baseball) y réside.
- Chad Qualls (joueur de baseball) y est né.